# أندرو كونلي
أندرو كونلي (بالإنجليزية: Andrew Conley)‏ هو نقابي جنوب أفريقي، ولد في 1880، وتوفي في 5 يونيو 1952.